# Миета
Миета (на италиански: Mietta), псевдоним на Даниела Милиета (на италиански: Daniela Miglietta; * 12 ноември 1969 в Таранто, Италия) е италианска певица, актриса и писателка.
Притежаваща драматичен сопрано глас, тя става известна през 1989италианската г. с победата си на 39-ия Фестивал на  песен в Санремо в категория „Нови предложения“ с песента „Песни“ (Canzoni). На следващата година заедно с Амедео Минги пее „Махай се, любими“ (Vattene amore), която е много успешна и се класира на трето място.
Към 2021 г. е участвала в осем издания на фестивала в Санремо. Във филмографията си има девет роли, а като писателка – два романа.

## Биография

### 1980-те години
Даниела Милиета се доближава до музиката в юношеска възраст, когато посещава школа по пеене и актьорско майсторство и с още две момичета създава кавър група, наречена „Чак“ (Ciak).
През 1987 г. с псевдонима Миета (предложен от италианския автор на песни Клаудио Матоне) участва и печели конкурс, организиран от седмичното списание на Rai „Радиокориере TV“ и италианската звукозаписна компания Фонит Четра в търсене на ново лице в пеенето и актьорското майсторство. Миета прави своя дебют като актриса в радио драмата „Ражда се звезда“ (Nasce una stella) – радио новела за амбициозна поп звезда с около 240 епизода по Radiouno – радистанцията на Rai. Последният епизод съвпада с дебюта ѝ на Фестивала в Санремо през 1988 г. с песента „Мечта“ (Sogno), написана от Клаудио Матоне. През същата година тя участва заедно с много други изпълнители в благотворителния проект „За теб, Армения“ (Per te Armenia).

#### Победа на Санремо 1989
През 1989 г. Миета печели Фестивала на италианската песен в Санремо в категорията „Нови предложение“ с „Песни“ (Canzoni), написана от Амедео Минги и Паскуале Панела, получавайки и Наградата на критиката (от 1996 г. Награда на критиката „Миа Мартини“) и Сребърно Телегато (Международна гран при за спектакъл) като „Най-добро откровение“ на годината; тя също така получава и златен диск за над 100 хил. продадени копия на сингъла в Италия.

### 1990-те години

#### Феноменът „Махай се, любими“ (1990)
През 1990 г., в дует с Амедео Минги, Миета се класира трета на Фестивала в Санремо с „Махай се, любими“ (Vattene amore): сингълът печели Конкурса за песни OGAE и десет платинени диска (за над 350 хил. продадени копия), превръщайки се в една от най-популярните песни в историята на италианската музика. Веднага след това в различни европейски страни излиза първият ѝ музикален албум „Песни“ (Canzoni), който получава още повече платинени дискове (почти 1 млн. продадени копия). Тя също така е наградена с две награди „Телегато“: една „специална“ за „Махай се, любими“ и друга за „Най-добра певица“ на годината.
През 1991 г. Миета отново участва във Фестивала в Санремо с „Без съмнения“ (Dubbi no) – сингъл с автори Амедео Минги и Паскуале Панела, който също получава златен диск за продажби. Няколко месеца след фестивала излиза вторият ѝ албум „Летят страници“ (Volano le pagine), който печели два платинени диска за над 250 хил. продадени копия. Албумът съдържа песента „Играта на страните“ (Il Gioco delle parti), композирана за нея от Мариела Нава, песни, написани от Манго и Биаджо Антоначи, и кавъра на джаз песента от 1941 г. Lover Man. Миета получава второ „Телегато“ като „Най-добра певица“ на годината, а италианският телевизионен канал Canale 5 излъчва един от нейните концерти, записан в Йезоло.
През 1992 г. излиза третият ѝ албум „Да се оставим да дишаме“ (Lasciamoci respirare), записан в Лондон и изсвирен от американски музиканти, сред които Джеф Уестли. Едноименната заглавна песен, написана от Биаджо Антоначи, е изпята от Миета в дует с актьора Франческо Нути. За тази творба Миета получава наградата „Златна платноходка“ (Vela d'oro) на Международното изложение на естрадната музика във Венеция, както и златен диск за над 56 хил. продадени копия само за три дни. Тя прави своя дебют като авторка на две песни и избира актьора Брандо Джорджи за видеоклиповете на двата стартиращи сингъла: „Обикновени хора“ (Gente comune) и „Морска вода“ (Acqua di mare).
През 1993 г. Миета участва във Фестивала в Санремо с песента, написана от Нек „Чии деца“ (Figli di chi), акомпанирана от групата „И Рагаци ди Виа Меда“, съставена от млади изпълнители, с които след фестивала участва в театрално турне. През 1994 г. публикува албума си „Смени си кожата“ (Cambia pelle), който получава златен диск за повече от 90 хил. продадени копия и отбелязва фънки и блус повратна точка. От него е извлечен сингълът „Извън теб“ (Fuori da te), който достига върха на италианския радиоефир. През същата година Миета пее в дует с Рикардо Кочанте в две песни от албума му „Щастлив човек“ (Un uomo felice).
През 1995 г. излиза албумът ѝ „Даниела е щастлива“ (Daniela è felice), който смесва трип хоп аранжименти с R&B и хип-хоп атмосфера, изцяло написан и продуциран от Микеле Чентонце. Видеоклипът към песента „Днес Дани е по-щастлива“ (Oggi Dani è più felice) на режисьора Джузепе Капотонди е отличен за „Най-добър чуждестранен видеоклип“ в Англия.
През 1996 г. певицата дублира героинята Есмералда в анимационния филм на Уолт Дисни „ Гърбушкото от Нотр Дам“ и участва в свързания саундтрак на Алън Менкен, където пее „Бог прави нещо“ (Dio fa qualcosa). Буена Виста я награждава за „Най-добър европейски дублаж“, като по този начин я предпочита пред Деми Мур (англоезична дубльорка на същата героиня). През същата година Миета и Наталия Естрада се появяват като актриси във видеото „Мента и розмарин“ (Menta e rosmarino) на Дзукеро.
През 1997 г. тя дебютира като драматична актриса в „Октопод 8 – Скандалът“ (La piovra 8 – Lo scandalo) на Джакомо Батиато, играейки заедно с Лука Дзингарети и Раул Бова. Същата година подписва договор с италианския клон на звукозаписната компания WEA, който продължава до 2003 г.
През 1998 г. издава „Моята душа“ (La mia anima) – албум, изцяло белязан от черната музика. „Ние ангели“ (Angeli noi) – италиански кавър на We All Need Love на Доменик Трояно остава шест месеца на върха на класациите. Освен кавърите на песните на Дона Съмър и Анита Бейкър е и песента „Мъж, за когото бих убила“ (Un uomo per cui ucciderei), написана за Миета от диджея Биг Фиш и рапъра Торменто. През 1999 г. певицата участва в сериала „Инспектор Джусти“ (L'inspettore Giusti) на Серджо Мартино заедно с Енрико Монтезано.

### 2000-те години
През 2000 г. Миета издава първата си компилация „Всичко или нищо“ (Tutto o niente), която става платинена за повече от 80 хил. продадени копия. Тя също съдържа песните „Да правиш любов“ (Fare Amore), написан от Паскуале Панела с Манго, успешно представена на Фестивала в Санремо, където получава най-дългите аплодисменти на фестивала, и „Все още с теб“ (Ancora insieme a te) – кавър на Шаламар, която Миета пее на Фестивалбар. На следващата година певицата се появява в епизодичната роля на служителка на бензиностанция във филма „Джой – шеги на радостта“ (Joy – Scherzi di gioia) на Адриано Вайскол. През 2001 г. се снима в телевизионния филм „Жени на мафията“ (Donne di mafia) на Джузепе Ферара с Тоска Д'Акуино и Барбара Д'Урсо.
През 2002 г. издава сингъла Shīsā, последван година след това от албума „Например... за любовта“ (Per esempio... per amore) – албум с електро-поп и арабски звуци, направен със сътрудничеството с братя Манго.
През 2004 г. участва във Фестивала в Санремо в двойка с Морис Алберт с песента „Сърце“ (Cuore), а на следващата година участва във второто издание на музикалното риалити шоу на Rai 2 Music Farm. През същата година излиза R&B сингълът ѝ „Лъжкиня“ (Bugiarda) само за радиото, написан от Dee Kay (автор и продуцент на Блу), в който участва рапърът Marya.
През 2006 г., след дует с Ренато Дзеро в „Дзеро Мовименто Тур“, Миета издава албума 74100 (заглавието му произлиза от пощенския код на родния ѝ град Таранто). Той е предшестван от сингъла „Цветето“ (Il fiore) – дело на от Jerico, като във видеоклипа към песента тя се появява разпъната на кръст. Албумът се насочва към поп рока и включва сътрудничества със Симоне Кристики, Мариела Нава, Нефа, Валерия Роси, Марио Венути и др.
Две години по-късно Миета се завръща на Фестивала в Санремо с песента „Целуни ме сега“ (Baciami ora), която на вечерта на дуетите тя изпълнява акапелно заедно с Нери пер Казо. Във видеоклипа на песента, заснет изцяло в Париж, тя е главна героиня на дълга целувка с Виторио Де Франчески, известен с участието си в риалити шоуто „Островът на известните“ (L'Isola dei famosi). За програмата „Допофестивал“ по канал Rai 1 Миета изпълнява кавър на Higher Ground заедно с Елио е ле Сторие Тезе. Съвсем скоро излиза новият ѝ албум „Със слънцето в ръцете“ (Con il sole nella mani), написан предимно от млади автори на песни като Николо Алиарди, Аня Чечилия и Даниеле Ронда.
Също така през 2008 г. тя си сътрудничи с група Буйо Песто за продукцията на „Сега ме целуни“ на генуезки език (Baxime nescio), публикувана в албума на групата Liguria. Миета участва и във Фестивал „Габер“, който се провежда във Виареджо като почит към Джорджо Габер.
На 21 юни 2009 г. тя е един от главните герои на „Приятелки за Абруцо“ (Amiche per l'Abruzzo) – концерт-събитие на стадион Сан Сиро в Милано в полза на жертвите на земетресението в Акуила. Дуетът с Ирене Форначари в „Много сладка майко“ (Madre Dolcissima) на Дзукеро е включен в благотворителното DVD на събитието, издадено една година по-късно.

### 2010-те години
На 26 октомври 2010 г. излиза Donne на Нери пер Казо – кавър албум, изпълнен в дует с различни италиански певици, сред които и този с Миета в песента Baciami ora, две години след изпълнението на сцената на Фестивала в Санремо.
На 9 март 2011 г. излиза аудиокнигата „Последният елф“ (L'ultimo elfo) – фентъзи на Силвана Де Мари с участието на Миета.
На 18 март 2011 г. излиза сингълът ѝ „Две слънца“ (Due soli...), предшестващ издаването на едноименния ѝ албум с лейбъла Карозело Рекърдс. В него Миета е като авторка, така и композиторка на песните.
На 20 април 2011 г. певицата дебютира като писателка с романа „Дървото хинап“ (L'albero delle giuggole).
На 13 май 2011 г. по радиото започва да се върти „Аз не“ (Io no) – втори сингъл от албума ѝ, посветен на иранката Сакинех Мохамади Ащиани, чиято смъртна присъда през 2007 г. попада в полезрението на международна кампания. От 29 септември 2011 г. Миета участва като вокален педагог в шоуто за таланти на канал Rai 2 Star Academy.
През 2012 г. певицата взима участие като имитаторка във второто издание на шоуто за таланти на канал Rai 1 Tale e quale show. На следващата година е сред редовните гости на съботното вечерно предаване на живо в Rai 1 „Най-добрите години“ (I migliori anni).
На 13 ноември Миета реинтерпетира песента на Джорджо Габер „Истерия, моя приятелко“ (Isteria amica mia) в Per Gaber... io ci sono – троен компактдиск, посветен на 10-годишнината от смъртта му.
На 18 юли 2013 г. тя е удостоена с Награда „Лунеция“ за „интерпретативния ѝ талант, показан в кариерата ѝ“ и за музикално-литературната стойност на парчето Dubbi No.
От 26 май 2013 г. турнето „Дадо Морони среща Миета – Когато джазът прави поп“ (Dado Moroni incontra Mietta – Quando Jazz fa Pop) започва от заведението „Блу Ноут“ в Милано. Избраният репертоар черпи от световна музика, културен поп и джаза.
На 26 септември 2013 г. излиза игралният филм „Студенти – много повече от приятели“ (Universitari – Molto più che amici) на Федерико Моча, чийто саундтрак включва дуета между Миета и Ария в песента „Аз за теб“ (Io per te). На 27 октомври 2013 г. излиза новият ѝ сингъл „След това се връщаш тук“ (Poi torni qui) в дует с брат ѝ Валерио, от група Ампер.
През 2014 г. в телевизионното предаване „Ил Музикионе“ по Rai 2, подпомагана от Елио е ле Сторие Тезе, Миета изпълнява суинг версия на „Махай се, любими“ (Vattene amore) с Франко Чери на китара и кавъра на To love somebody с Нек на барабани.
През 2015 г. е редакторка и разказвачка на „Като коприва“ (Come l'ortica) – първият роман на Кристина Романо за обучителните трудности.
През март 2015 г. започва турнето „Танго и други песни“ (Tango e altre canzoni) от Болоня, което формализира безпрецедентното сътрудничество между Миета и джаз дуото Мареа, основано от Андреа Десѝ (акустична и електрическа китара) през 2007 г. и Масимо Талиата (акордеон и пиано).
На 1 май 2015 г. Миета дебютира като телевизионна видеща на Първомайския концерт в Таранто. През лятото участва като специална гостенка в турнето на рок групата Ghost и печели, заедно с Дадо Морони, наградата на FIM за „Най-добър джаз проект“ на годината.
На 8 ноември 2015 г. участва в Джаз фестивала в Болоня в Jazz Songs – новото ѝ музикално шоу в сътрудничество с Мареа.
На 9 май 2016 г. Миета се завръща на сцената като актриса във филма Ciao Brother на Никола Барнаба и като певица и авторка на песни с две неиздавани до момента песни от свързания с филма саундтрак: „Друга мечта“ (Another Dream) и „Не си сам“ (Non sei solo). През лятото получава музикалната награда „Иския“ за гласа и кариерата си.
На 8 януари 2017 г. е гостенка на Пипо Баудо в телевизионното предаване „Доменика ин“, а на 12 февруари е при Фабио Фацио в Che tempo che fa, за да обяви издаването на втория си роман „Между водата и олиото“ (Tra l'acqua e l'olio), вече представен на фестивала „Възможна книга“.
На 27 юли 2017 г. по кината излиза „Бягството“ (La Fuga) – новият екшън на Стефано Калваня с Миета в ролята на инспекторката Фалагара.
На 20 октомври 2017 г. в дигиталните магазини излизат първите два сингъла от звукозаписния проект с латино джаз дуото Мареа: „Просто“ (Semplice), неизван досега, чийто текст е дело на самата Миета заедно с Микеле Десѝ, и „История на една любов“ (Historia de un amor) – кавър с ритъм на болеро, които достигат съответно 1-во и 3-то място в класацията на iTunes.
Между февруари и март 2018 г. Миета е част от журито на Sanremo Young – ново шоу за таланти на Rai 1. Тя също така записва кавъра на „Светът“ (Il Mondo) на Джими Фонтана за филма „И без теб“ (Anche senza di te) на Франческо Бонели. На 24 май 2018 г. по италианските кина излиза „Нетрезво състояние“ (Stato di ebrezza) – филм на Лука Билионе, в който Миета е в ролята на Роза. На 1 юни 2018 г. тя е гостенка на концерта Dodi Day, в който се отбелязват 50 години от кариерата на Доди Баталя от Пух и от който са направени както музикален албум на диск, така и DVD.
От 16 май 2019 г. е съдия в All Together Now, новото шоу за таланти на Canale 5.
На 28 юни 2019 г. във всички дигитални магазини излиза новият сингъл на певицата „Милано е там, където се загубих“ (Milano è dove mi sono persa), отбелязвайки завръщането ѝ към поп музиката. Песента, от която е взет видеоклипът на Мауро Русо и ремиксът на Мич – диджей на Radio 105, става музикалният случай на лятото, тъй като подчертава недостатъците на италианската радио – звукозаписна система.
На 10 ноември тя е наградена като „Посланик на Земите на Пулия“ за 2019 г. на церемония в Милано в Палацо Марино.
На 15 ноември, три дни след 50-ия си рожден ден, Миета подновява своя поп обрат със сингъла „Хлор“ (Cloro).
От 4 декември тя отново е част от журито на второто издание на шоуто за таланти All Together Now.

### 2020-те години
На 22 февруари 2020 г. Миета гостува в шоуто в праймтайма на Rai 1 Una storia da cantare, отдавайки почит на Мина с реинтерпретация на „Аз и ти сами“ (Io e te soli) и печели овациите на публиката. На 3 юли 2020 г., след локдауна на коронавирусната пандемия, тя се завръща на поп сцената с летния сингъл Spritz Campari. Почти едновременно, на 12 юли излиза Mi perdido amor – циганска румба на испански, в която тя подновява джаз сътрудничеството с музикантите Андреа Десѝ и Масимо Талиата.
От 4 ноември Миета отново е част от журито на третото издание на шоуто All Together Now.
През януари 2021 г. тя е на снимачната площадка на Generation Neet – La banda della Marana на режисьора Андреа Билионе и това е 9-тата ѝ роля.
На 26 февруари 2021 г. тя е разкрита във финала на второто издание на телевизионното шоу „Маскираната певица“ (Il cantante mascherato) като Пеперудата с променящ се глас.
На 20 април 2021 г. гостува на финала на „Тайна песен“ (Canzone segreta) на Rai 1 и пее „Ако обаждайки се“ (Se telefonando) на Мина за Адриано Паната.
На 16 юли 2021 г. във всички дигитални магазини излиза новият ѝ летен сингъл „Милано Бергамо“ (Milano Bergamo), последван от видеоклипа, достъпен в Ютюб от 21 юли, в който се подчертава обновената поп визия и еротика на изпълнителката.
На 23 септември 2021 г. Миета участва в 16-тото издание на шоуто за таланти „Танцувайки със звездите“ (Ballando con le stelle) на живо по Rai 1. В съботното вечерно танцово шоу, водено от Мили Карлучи, тя се състезава в двойка с кубинския танцьор Майкел Фонтс, започвайки на 16 октомври. На 24 октомври избухва „Случаят Миета“: неваксинирана и положителна за Ковид-19, тя е временно отстранена от съзтезанието. Водещата на шоуто в интервю за сп. „СуперГуидаTV“ казва относно прецедента: „Вие журналистите вдигнахте голям шум в мрежата и във вестниците, но не беше необходимо. Миета е в добро състояние. Винаги е представяла своя зелен пропуск. Ако правителството направи ваксината задължителна, ще бъдат предприети други мерки. Подчертавам факта, че Rai винаги е прилагала мерките стриктно. Миета беше разочарована. Тя не беше казала на семейството си за статуса на ваксинация и дори не беше казала на майка си, която бе разтревожена след последния епизод. Не беше щастлива да се почувства изложена [на внимание] по този начин. Семейните отношения са ценно и лично нещо“.

## Личен живот
През 1990-те години Миета е романтично свързана за дълго време с актьора и модела Брандо Джорджи.
На 23 септември 2010 г. тя ражда сина си Франческо Ян в резултат от връзката си с китариста Давиде Таляпиетра – син на Алдо Таляпиетра (бивш вокал на прогресив рок групата „Ле Орме“).

## Дискография

### Студийни албуми
- 1990 – Canzoni
- 1991 – Volano le pagine
- 1992 – Lasciamoci respirare
- 1994 – Cambia pelle
- 1995 – Daniela è felice
- 1998 – La mia anima
- 2003 – Per esempio... per amore
- 2006 – 74100
- 2008 – Con il sole nelle mani
- 2011 – Due soli...

### Компилации
- 2000 – Tutto o niente

## Филмография

### Игрални филми
- Joy – Scherzi di gioia, реж. Адриано Вайскол (2002)
- Ciao Brother, реж. Никола Барнаба (2016)
- La fuga, реж. Стефано Калваня (2016)
- Stato di ebbrezza, реж. Лука Балионе (2018)
- Generazione Neet – La banda della Marana, реж. Андреа Балионе (2021)

### Телевизионни филми
- La piovra 8 – Lo scandalo, реж. Джакомо Батиато (1997)
- L'ispettore Giusti, реж. Серджо Мартино (1999)
- Donne di mafia, реж. Джузепе Ферара (2001)

### Дублаж
- Гърбушкото от Нотр Дам, реж. Гари Трусдейл и Кърк Уайз (1996)

## Телевизионни програми
- Music Farm (Rai 2, 2005) – конкурентка
- Star Academy (Rai 2, 2011) – вокален педагог
- Tale e quale show (Rai 1, 2012) – конкурентка
- I migliori anni (Rai 1, 2013) – конкурентка
- Sanremo Young (Rai 1, 2018) – жури
- All Together Now (Canale 5, 2019 – 2020) – жури
- Il cantante mascherato (Rai 1, 2021) – конкурентка
- Ballando con le stelle (Rai 1, 2021) – конкурентка

## Книги
- 2011 – L'albero delle giuggiole.   Apogeo. ISBN 978-8874966998.
- 2016 – Tra l'acqua e l'olio.   Ker. ISBN 978-8894055115.

### Аудио книги
- 2011 – L'ultimo elfo
- 2015 – Come l'ortica

## Участие в певчески събития
- Адзуро (Azzurro)
  - 1990: La farfalla – 1-во място
- Кантаджиро (Cantagiro)
  - 1993: Acqua di mare
- Фестивал на италианската песен в Санремо
  - 1988: Sogno – некласирана на финала – кат. „Младежи“
  - 1989: Canzoni – 1-во място в кат. „Младежи“
  - 1990: Vattene amore (дует с Амедео Минги) – 3-то място в кат. Big
  - 1991: Dubbi no – 7-мо място в кат. Big
  - 1993: Figli di chi (с Рагаци ди виа Меда) – 6-то място в кат. Big
  - 2000: Fare l'amore – 13-то място в кат. Big
  - 2004: Cuore (в дует с Морис Алберт) – 8-о място в кат. Big
  - 2008: Baciami adesso – 11-то място в кат. Big
- Италиански фестивал
  - 1993: Sto senza te
  - 1994: È di nuovo gennaio
- Фестивалбар
  - 1990: La farfalla и Piccolissimi segreti
  - 1991: Il gioco delle parti и Soli mai
  - 1994: Cambia pelle
  - 1998: Angeli noi
  - 2000: Ancora insieme a te
- Un disco per l'estate
  - 1998: Angeli noi – 2-ро място
  - 2002: Shīsā

## Награди
- 1989: Награда за първо място в кат. „Нови“, Фестивал на италианската песен в Санремо 1989[8]
- 1989: Награда на критиката „Миа Мартини“, Фестивал в Санремо 1989[8]
- 1989: Сребърно Телегато за Най-добро откритие[8]
- 1990: Награда за първо място, Песенен конкурс OGAE[98]
- 1990: Златно Телегато за песента Vattene amore (Специална награда)[8]
- 1990: Златно Телегато за Най-добра певица[8]
- 1991: Златно Телегато за Най-добра певица[8]
- 1992: Vela d'oro за албума Lasciamoci respirare[99]
- 1995: Награда на MTV Англия за най-добър чуждестранен видеоклип, с песента Oggi Dani è più felice[8]
- 1996: Награда на Уолт Дисни за най-добър дублаж на Есмералда в Гърбушкото от Нотр Дам[8]
- 2013: Награда „Лунеция“, споменаване в антология[100]
- 2013: Награда „Посланик на човешките права“
- 2015: Италия FIM Award за Най-добър джаз проект, с Дадо Морони[101]
- 2016: Музикална награда „Иския“[102]
- 2019: Награда „Посланик на Земите на Пулия“